# Kinas Grand Prix 2007
Kinas Grand Prix 2007 var det sextonde av 17 lopp ingående i formel 1-VM 2007.

## Rapport
Loppet i Kina inleddes i regn. Efter hand torkade banan upp, vilket gav ett väldigt speciellt race med många förändringar. I första startraden stod Lewis Hamilton i McLaren och Kimi Räikkönen i Ferrari. Bakom dem startade Felipe Massa i Ferrari och Fernando Alonso i McLaren följda av David Coulthard i Red Bull och Ralf Schumacher i Toyota. Hamilton tog starten och även Alonso fick en bra start och passerade Massa på utsidan redan i första kurvan, men denne återtog sin tredje plats omedelbart. Alonso körde sedan om Massa på 27:e varvet. Massa valde då att gå in i depå och bytte till torrdäck. Oturligt nog började det småregna och Massa förlorade därmed chansen att utmana Alonso. Hamilton var snabb och behöll ledningen tills den jagande Räikkönen passerade honom på 29:e varvet. Hamiltons bakdäck tog slut och han förlorade vid ett tillfälle sju sekunder på ett varv till Alonso. Hamilton insåg det omöjliga i att köra vidare och på väg in i depån körde han av och fastnade i gruset. Hamilton försökte få hjälp att komma ut, men han satt fast och tvingades för första gången bryta ett F1-lopp. Anledningen till missen var att McLaren avvaktade ett väderbesked innan man tänkte göra Hamiltons ordinarie däckbyte, men beskedet dröjde. Räikkönen vann cirka 10 sekunder före Alonso med Massa på tredje plats. 
Sebastian Vettel i Toro Rosso körde upp från den sjuttonde startrutan till en fjärde plats, vilket var hans personbästa. Jenson Button i Honda gjorde sitt bästa lopp för säsongen och slutade femma. Hamiltons avåkning innebar att förarmästerskapet kom att avgöras i säsongens sista lopp, ställningen var Hamilton 107 poäng, Alonso 103 och Räikkönen 100.

## Resultat
1. Kimi Räikkönen, Ferrari, 10 poäng
2. Fernando Alonso, McLaren-Mercedes, 8
3. Felipe Massa, Ferrari, 6
4. Sebastian Vettel, Toro Rosso-Ferrari, 5
5. Jenson Button, Honda, 4
6. Vitantonio Liuzzi, Toro Rosso-Ferrari, 3
7. Nick Heidfeld, BMW, 2
8. David Coulthard, Red Bull-Renault, 1
9. Heikki Kovalainen, Renault
10. Mark Webber, Red Bull-Renault
11. Giancarlo Fisichella, Renault
12. Alexander Wurz, Williams-Toyota
13. Jarno Trulli, Toyota
14. Takuma Sato, Super Aguri-Honda
15. Rubens Barrichello, Honda
16. Nico Rosberg, Williams-Toyota
17. Sakon Yamamoto, Spyker-Ferrari

### Förare som bröt loppet
- Robert Kubica, BMW (vav 33, hydraulik)
- Lewis Hamilton, McLaren-Mercedes (30, snurrade av)
- Ralf Schumacher, Toyota (25, snurrade av)
- Adrian Sutil, Spyker-Ferrari (24, olycka)
- Anthony Davidson, Super Aguri-Honda (11, bromsar)